# Enrique José Juan de Auersperg
Enrique José Juan de Auersperg (Viena, 24 de junio de 1697  – Ibídem, 9 de febrero de 1783) fue el cuarto príncipe de Auersperg, y uno de los monarcas que han reinado por más tiempo en la historia. Fue sucesivamente Gran Maestro de la Corte, Gran Caballerizo y Gran Chambelán de la corte vienesa. Durante su reinado los ducados de Münsterberg y Frankenstein, y los dominios silesianianos de los Auerspergs, se unieron bajo el mandato prusiano..

## Nacimiento y familia
Fue el sexto y el último hijo de Francisco Carlos de Auersperg (1660–1713), el tercer príncipe de Auersperg, y su mujer María Teresa de Rappach (1660–1741), y el padre sus nietos favoritos, con los cuales tuvieron una conexión más profunda.

## Sucesión y primer matrimonio
Tras la abdicación repentina de su padre, Enrique lo sucedió como príncipe en 1713, y en 1719 se casó con la princesa María Dominica von und zu Liechtenstein (1698–1724), hija de Juan Adán Andrés de Liechtenstein y de su mujer, Edmunda María de Dietrichstein-Nikolsburg. Tuvieron tres hijos: 
- Carlos José Antón (17 de febrero de 1720 – 2 de octubre de 1800) más tarde el quinto príncipe de Auersperg y tenía 63 años a la muerte de su padre; se casó con la condesa María Josefa Trautson de Falkenstein (25 de agosto de 1724 – 10 de mayo de 1792)
- Juan Adán José (27 de agosto de 1721 – 11 de noviembre de 1795), quien en 1746 se creó a sí mismo príncipe; casado primero con la condesa Catalina de Schönfeld (12 de noviembre de 1728 – 4 de junio de 1753); se casó por segunda vez con la condesa María Guillermina de Neipperg (30 de abril de 1738 – 21 de octubre de 1775)
- María Teresa (16 de agosto de 1722 – 13 de septiembre de 1732)

## Segundo matrimonio
Dos años tyras la muerte de su mujer el 7 de mayo de 1726, se casó con la condesa María Francisca Trautson de Falkenstein (11 de agosto de 1708 – 12 de abril de 1761), hija de Juan Leopoldo Trautson, primer príncipe en Falkenstein y su mujer, nacida condesa María Teresa Ungnad de Weissenwolff. Tuvieron nueve hijos: 
- María Ana (13 de agosto de 1730 – 17 de marzo de 1731)
- José Francisco (31 de enero de 1734 – 21 de agosto de 1795), príncipe-obispo de Passau, cardenal
- María Teresa (22 de marzo de 1735 – 16 de noviembre de 1800), se casño con el conde José Kinsky
- María Antonia (30 de septiembre de 1739 – 30 de junio de 1816), se casó con el conde Gundackar Tomás de Wurmbrand
- Francisco (5 de septiembre de 1741 – 22 de octubre de 1795), se casó con la baronesa Vicenzia de Rechbach; sin descendencia
- María Ana (26 de abril de 1743 – 8 de mayo de 1816), se ca´so con el conce José de Wrbna
- Juan Bautista (28 de abril de 1745 – 3 de marzo de 1816)
- Alois (20 de marzo de 1747 – 24 de marzo de 1817)
- Francisco Javier (19 de enero de 1749 – 8 de enero de 1808), se casó el 12 de abril de 1803 con la condesa María Isabel de Kaunitz; con descendencia